# Derek Ho
Derek Ho (Kailua, 26 de setembro de 1964 – 17 de julho de 2020) foi um surfista profissional americano de ascendência chinesa. Foi o primeiro havaiano a sagrar-se campeão mundial, em 1993. Bicampeão do famoso Pipe Masters e irmão mais novo de Michael Ho e primo de Don Ho.
Morreu no dia 17 de julho de 2020, aos 55 anos.